# Lettre à la prison
Lettre à la prison es una película del año 1969.

## Sinopsis
En 1979, un joven tunecino llamado Tahar, pisa Francia por primera vez. Su familia le ha encargado que ayude a su hermano mayor, encarcelado en París por un crimen que no cometió. Tahar se detiene primero en Marsella, donde conoce a unos tunecinos muy diferentes a los que viven en su país, a unos franceses enigmáticos y un ambiente general inquietante que le lleva a dudar de lo que más seguro estaba: la inocencia de su hermano, la suya propia y de su integridad mental. Esta película de Marc Scialom estuvo en una caja hasta que su hija la descubrió en 2005 y la hizo restaurar.

## Premios
- Festival Internacional de Documentales de Marsella 2008.